# Södra Kallträsket
Södra Kallträsket är en sjö i Haparanda kommun i Norrbotten och ingår i Sangisälvens huvudavrinningsområde. Sjön har en area på 0,0547 kvadratkilometer och ligger 69 meter över havet. Sjön avvattnas av vattendraget Kallbäcken.

## Delavrinningsområde
Södra Kallträsket ingår i det delavrinningsområde (734941-184206) som SMHI kallar för Namn saknas. Medelhöjden är 75 meter över havet och ytan är 4,74 kvadratkilometer. Det finns inga avrinningsområden uppströms utan avrinningsområdet är högsta punkten. Kallbäcken som avvattnar avrinningsområdet har biflödesordning 2, vilket innebär att vattnet flödar genom totalt 2 vattendrag innan det når havet efter 31 kilometer. Avrinningsområdet består mestadels av skog (93 procent). Avrinningsområdet har 0,13 kvadratkilometer vattenytor vilket ger det en sjöprocent på 2,6 procent.